# Karel Vesters
Antonius Carolus (Karel) Vesters (Utrecht, 9 januari 1941) is een Nederlands voormalig voetballer die als middenvelder voor AFC Ajax, NAC en HFC Haarlem speelde.

## Carrière

### AFC Ajax
Karel Vesters speelde in de jeugd van het Amstelveense RKAVIC en AFC Ajax. Als jeugdspeler speelde hij twee wedstrijden in het eerste elftal van Ajax in de nacompetitie van het seizoen 1959/60. In deze competitie tussen de drie bovenste clubs van de Eredivisie zou gestreden worden om één ticket voor de Europacup I, maar de UEFA besloot enkele dagen voor aanvang van deze nacompetitie dat alleen de landskampioen (Ajax) toegelaten zou worden. Zodoende gingen deze play-offs nergens om, was er nauwelijks belangstelling voor en mochten enkele reservespelers, zoals Vesters, meedoen. Hij debuteerde in het eerste elftal van Ajax op 15 juni 1960, in de met 2-2 gelijkgespeelde thuiswedstrijd tegen PSV. Ook in de wedstrijd erna, die met 4-2 van Feyenoord verloren werd, deed hij mee. In de zomer van 1960 kreeg hij een contract aangeboden. Pas in het seizoen 1962/63 maakte hij weer deel uit van de eerste selectie. Hij debuteerde in de Eredivisie op 7 oktober 1962, in de met 2-2 gelijkgespeelde uitwedstrijd tegen MVV. In zijn tweede eredivisiewedstrijd, die met 2-2 werd gelijkgespeeld tegen ADO, maakte hij zijn eerste doelpunt. Gedurende het seizoen 1963/64 werd hij een vaste waarde bij Ajax. Het seizoen erna kwam hij minder in actie en werd hij door Ajax op de transferlijst geplaatst.

### NAC
Vesters vertrok naar NAC, dat net uit de Eredivisie was gedegradeerd. Met NAC promoveerde hij in zijn eerste seizoen weer terug naar de Eredivisie. In het seizoen erna bereikte hij met NAC de bekerfinale tegen Ajax. Hij scoorde in de 86e minuut de 1-1, waarna na verlenging werd verloren. Omdat Ajax al landskampioen was, mocht NAC deelnemen aan de Europacup II. Vesters zou hierin niet spelen. Hij verhuisde naar Amstelveen en wilde daarom uit Breda vertrekken, maar een overstap naar Blauw-Wit kwam niet rond en zodoende speelde hij vier maanden niet. Uiteindelijk werd besloten dat hij als speler van NAC bij Blauw-Wit mocht trainen en wedstrijden voor het tweede elftal van NAC zou spelen. Later in het seizoen speelde hij nog vier wedstrijden in de Eredivisie. Aan het einde van het seizoen werd hij op de transferlijst geplaatst, maar een transfer naar Holland Sport kwam niet rond. In de winterstop van het seizoen 1968/69 vergat NAC hem op de transferlijst te plaatsen, waardoor hij een seizoen lang niet speelde.

### HFC Haarlem
In de zomer van 1969 vertrok Vesters uiteindelijk toch bij NAC en tekende hij bij HFC Haarlem. Hij raakte in de voorbereiding op het nieuwe seizoen geblesseerd aan zijn achillespees, waardoor hij nog een jaar niet speelde. Hij maakte zijn rentree op 21 november 1970, in de met 2-2 gelijkgespeelde thuiswedstrijd tegen NAC, waarin hij scoorde. Uiteindelijk kwam hij nog tot zestien wedstrijden voor Haarlem, dat uit de Eredivisie degradeerde.

### DWS
Op de laatste dag van de transferperiode van 1971 maakte Vesters de overstap naar DWS, waar hij een contract voor één jaar tekende. Door blessures kwam hij echter niet in actie. Na het beëindigen van zijn profcarrière was hij nog actief voor zijn oude amateurclub RKAVIC.

### Statistieken
| Seizoen                        | Club           | Competitie     | Competitie | Competitie | Beker | Beker | Internationaal | Internationaal | Overig | Overig | Totaal | Totaal |
| Seizoen                        | Club           | Competitie     | Wed.       | Dlp.       | Wed.  | Dlp.  | Wed.           | Dlp.           | Wed.   | Dlp.   | Wed.   | Dlp.   |
| ------------------------------ | -------------- | -------------- | ---------- | ---------- | ----- | ----- | -------------- | -------------- | ------ | ------ | ------ | ------ |
| 1959/60                        | AFC Ajax       | Eredivisie     | 0          | 0          | –     | –     | –              | –              | 2      | 0      | 2      | 0      |
| 1960/61                        | AFC Ajax       | Eredivisie     | 0          | 0          | 0     | 0     | 0              | 0              | –      | –      | 0      | 0      |
| 1961/62                        | AFC Ajax       | Eredivisie     | 0          | 0          | 0     | 0     | 0              | 0              | –      | –      | 0      | 0      |
| 1962/63                        | AFC Ajax       | Eredivisie     | 6          | 2          | 2     | 2     | 1              | 0              | –      | –      | 9      | 4      |
| 1963/64                        | AFC Ajax       | Eredivisie     | 25         | 5          | 5     | 1     | 5              | 1              | –      | –      | 35     | 7      |
| 1964/65                        | AFC Ajax       | Eredivisie     | 5          | 0          | 1     | 0     | –              | –              | –      | –      | 6      | 0      |
| 1965/66                        | NAC            | Eerste divisie | 14         | 0          | 3     | 0     | –              | –              | –      | –      | 17     | 0      |
| 1966/67                        | NAC            | Eredivisie     | 26         | 3          | 4     | 1     | –              | –              | –      | –      | 30     | 4      |
| 1967/68                        | NAC            | Eredivisie     | 4          | 0          | 1     | 0     | 0              | 0              | –      | –      | 5      | 0      |
| 1968/69                        | NAC            | Eredivisie     | 0          | 0          | 0     | 0     | –              | –              | –      | –      | 0      | 0      |
| 1969/70                        | HFC Haarlem    | Eredivisie     | 0          | 0          | 0     | 0     | –              | –              | –      | –      | 0      | 0      |
| 1970/71                        | HFC Haarlem    | Eredivisie     | 15         | 2          | 1     | 0     | –              | –              | –      | –      | 16     | 2      |
| 1971/72                        | DWS            | Eredivisie     | 0          | 0          | 0     | 0     | –              | –              | –      | –      | 0      | 0      |
| Carrièretotaal                 | Carrièretotaal | Carrièretotaal | 95         | 12         | 17    | 4     | 6              | 1              | 2      | 0      | 120    | 17     |
| Bijgewerkt op 27 november 2024 |                |                |            |            |       |       |                |                |        |        |        |        |